# Cisticola distinctus
El cistícola de Lynes (Cisticola distinctus) es una especie de ave paseriforme de la familia Cisticolidae endémica de Uganda y Kenia. Su nombre común conmemora a su descubridor, el ornitólogo galés Hubert Lynes.

## Taxonomía
El cisticola de Lynes anteriormente se consideraba una subespecie del cistícola plañidero (Cisticola lais).

## Distribución y hábitat
Se encuentra únicamente en las montañas del este de Uganda y centro de Kenia. Su hábitat natural son los herbazales tropicales de gran altitud. 